# Стадион имени Эдуарда Стрельцова
Спортивный комплекс имени Э. А. Стрельцова (стадион «Торпедо») — многопрофильный объект спорта, расположенный на Восточной улице в районе Даниловский, Южного административного округа Москвы.
Включает в себя Центральную спортивную арену (мультиспортивный стадион), несколько спортивных площадок и полей (в том числе городошную, баскетбольную и зимний каток), открытый теннисный корт, залы для борьбы и бокса, павильоны «Арена» и «Спорт», а также административное и учебное здания, технические и складские сооружения. Спортивный комплекс принимает соревнования по футболу и лёгкой атлетике.

## История

### Стадион автозаводцев
Стадион «Торпедо» был построен в 1959 году и использовался в качестве тренировочного поля для одноимённой футбольной команды Завода имени Лихачёва. Первый матч на стадионе состоялся 15 апреля 1977 года в рамках чемпионата СССР, «Торпедо» — «Черноморец».
В 1978—1997, 2010—2013 годах, с ноября 2017 года — домашний стадион ФК «Торпедо».
21 июля 1997 года стадиону «Торпедо» присвоено имя Эдуарда Стрельцова — легендарного нападающего одноимённой команды. У главного входа на территорию спортивного комплекса установлен памятник, выполненный скульптором Александром Тарасенко (открыт 3 ноября 1999 года).

## Спортивные сооружения

### Центральная спортивная арена

Памятник Эдуарду Стрельцову у входа на стадион

Футбольное поле первой категории, разряд «B», с натуральным газоном и подогревом. Освещение — 1200 люкс. На поле установлено два информационных табло для вывода информации о ходе матча — полноцветное табло с одной стороны поля («Ната 26/49», произведенное компанией Ната-Инфо) и текстовое монохромное с другой стороны. Предназначено для проведения футбольных матчей, в том числе по регламентам ФИФА, РФС/УЕФА, РПЛ, ФНЛ.
До 1976 года стадион «Торпедо» имел всего одну трибуну, которая располагалась на склоне прилегающей к полю горы. После реконструкции, проведённой незадолго до Московской олимпиады, стадион стал вмещать 16 000 зрителей.
Перед проведением в Москве в 1998 году Всемирных юношеских игр изрядно обветшавший к тому времени стадион был отремонтирован, вместо скамеек на трибунах появились пластиковые кресла, вследствие чего вместимость стадиона уменьшилась до 13 300 человек. На поле стадиона одной из первых в стране был смонтирована система искусственного подогрева газона.
В 2010 году на Восточной трибуне демонтирована надпись «ФК Москва» и возвращена надпись «Торпедо».
Сектор 5 на Западной трибуне Центральной спортивной арены является сектором активных болельщиков московского «Торпедо». В подтрибунном помещении магазин с клубной символикой и сувенирами, а на галерее трибуны — бар «Запад-5», где по окончании каждого матча проводится так называемый «третий тайм» — встреча футболистов «Торпедо» со своими болельщиками.
В апреле 2013 года стадиону имени Эдуарда Стрельцова присвоили первую категорию УЕФА, что позволило стадиону принимать матчи РФПЛ.

### Другие объекты

#### Павильон «Арена»
Одноэтажное здание на центральной аллее спортивного комплекса по правую руку от главного входа за теннисным кортом. В павильоне расположен фитнес-клуб с тренажёрным залом и солярием.

#### Запасное поле
На территории спорткомплекса имеется запасное поле (с трибунами небольшой вместимости) стадиона имени Эдуарда Стрельцова (поле № 4), которое принимало матчи любительских команд (в том числе — III дивизиона), Второго дивизиона и молодёжного первенства России.

#### Школа бокса «Торпедо Москва»
Здание, находившееся между основной спортивной ареной и полноразмерным тренировочным полем. Демонтировано в связи с реконструкцией спорткомплекса.
Дворец бокса основал в 1938 году заслуженный тренер СССР Андрей Червоненко.

#### Спортклуб «Торпедо» — секция греко-римской борьбы
Здание за территорией за воротами основной спортивной арены в противоположной стороне от школы бокса. В связи с реконструкцией спорткомплекса школа бокса и секция борьбы переехали в новый ФОК «Торпедо».

## Организации

### Владельцы
Стадион строился на средства Завода имени Лихачёва и принадлежал ему весь советский период, а также более десяти лет после распада СССР.
В 2005 году спортивный комплекс у АМО ЗИЛ выкупила компания «Норильский никель», которая вместе с Правительством Москвы владела ранее приобретённым у автозавода футбольным клубом «Москва».
С 2007 года спортивный комплекс принадлежал Обществу с ограниченной ответственностью «Спортивный комплекс им. Э. А. Стрельцова», входящему в группу «ОНЭКСИМ». 100 % доля в уставном капитале спортивного комплекса была у финансового директора ОНЭКСИМа Елены Барбашевой.
В 2017 году стадион выкупили структуры предпринимателя Романа Авдеева, и он снова получил наименование «Торпедо».
В 2019 году начата реконструкция центральной спортивной арены.

### Пользователи
В разные годы стадион арендовали футбольные клубы «Спартак», ЦСКА, «Торпедо-ЗИЛ».
С 1997 года на стадионе проводил матчи футбольный клуб «Торпедо-ЗИЛ», позднее переименованный в ФК «Москва». С 2010 года после прекращения существования футбольного клуба «Москва» футбольный клуб «Торпедо» стал основным арендатором стадиона, на котором снова проводит домашние матчи.
До 2006 года и с 2011 года по настоящее время используется для занятий по физической культуре студентами Московского государственного индустриального университета.
На стадионе также занимается детско-юношеская спортивная школа ЦПЮФ «Торпедо» им. В. Воронина.
Стадион использовался как тренировочная база сборной России по футболу перед товарищескими матчами против команд Уругвая и Бельгии, а затем в рамках подготовки к играм отборочного турнира чемпионата мира по футболу 2014 против сборных Португалии и Азербайджана в октябре 2012 года. Подготовка к отборочным матчам Евро-2012 с командами Ирландии и Македонии, Андорры и Словакии также проходила здесь.

## Спортивные мероприятия
В 1984 году на стадионе проходили матчи Чемпионата Европы (юноши до 19 лет).
В 2006 году на стадионе прошли матчи группового этапа и два четвертьфинала чемпионата мира по футболу среди девушек до 20 лет.
26 сентября 2012 года на стадионе проходил матч 1/16 финала Кубка России между московскими командами «Торпедо» и «Динамо», закончившийся скандалом — игра была прекращена при счёте 2:1 в пользу динамовцев в связи с тем, что дважды останавливалась по решению арбитра из-за беспорядков на трибунах. Через 2 дня КДК РФС засчитал «Торпедо» техническое поражение со счётом 0:3 и наложил штраф в размере 300 тысяч рублей, а ещё по 200 тысяч рублей оба клуба заплатили за использование их фанатами пиротехники. Три последующих домашних матча в рамках первенства ФНЛ «Торпедо» провело без зрителей.
В сезоне 2012/2013 этот стадион принял только один матч Премьер-лиги между московским «Спартаком» и владикавказской «Аланией» в 30 туре 26 мая 2013 года.
В 2013 году принимал матчи объединённого турнира.

## Планы по реконструкции
Последнюю реконструкцию стадиона провели в 1998 году. Центральная спортивная арена стадиона в нынешнем состоянии требует капитального ремонта и не отвечает современным требованиям ФИФА и УЕФА к аренам для проведения матчей международного уровня. Имелись планы, в соответствии с которыми девелоперская компания ОПИН (входит в «Онэксим») готова была потратить на реконструкцию стадиона 150 млн $ — предполагалось, что ОПИН возведёт на 25 га спорткомплекса и прилегающих территорий новый квартал с жилой и коммерческой недвижимостью. Общая площадь строений планово составляла 430 000 м², из них под стадион было выделено 120 000 м². В ОПИН заявляли, что сам футбольный стадион будет представлять собой современный спортивный комплекс, аккредитованный УЕФА, способный принимать соревнования международного уровня..
Ранее футбольные фанаты, а также руководство спортивного клуба «Торпедо» опасалось, что стадион будет снесён.
В апреле 2015 года прошли слушания по реконструкции стадиона, в плане которых предполагалось вычистить все нерентабельные футбольные территории в пользу коммерческой застройки жилых домов.
26 апреля 2019 года состоялась презентация реконструкции стадиона, на которой было заявлено о её начале во втором квартале 2020 года и предположительных сроках осуществления — в течение 2,5 лет. Проведённый международный конкурс выиграло французское бюро «Michel Remon». Вместимость арены должна незначительно увеличиться — с нынешних 13 450 до 15 070 мест.
В 2020 году сообщалось, что завершение реконструкции планируется приурочить к столетию клуба в 2024 году. В ноябре 2021 года ФК «Торпедо» и компания Ingrad представили визуализации нового проекта стадиона и начались работы по демонтажу, которые продлились до начала 2022 года. После прохождения госэкспертизы, подготовки тендерной документации и выбора подрядчика в середине 2022 года было начато возведение новой арены, завершение строительства которой намечено к 2025 году.